# Knäbäckshusen

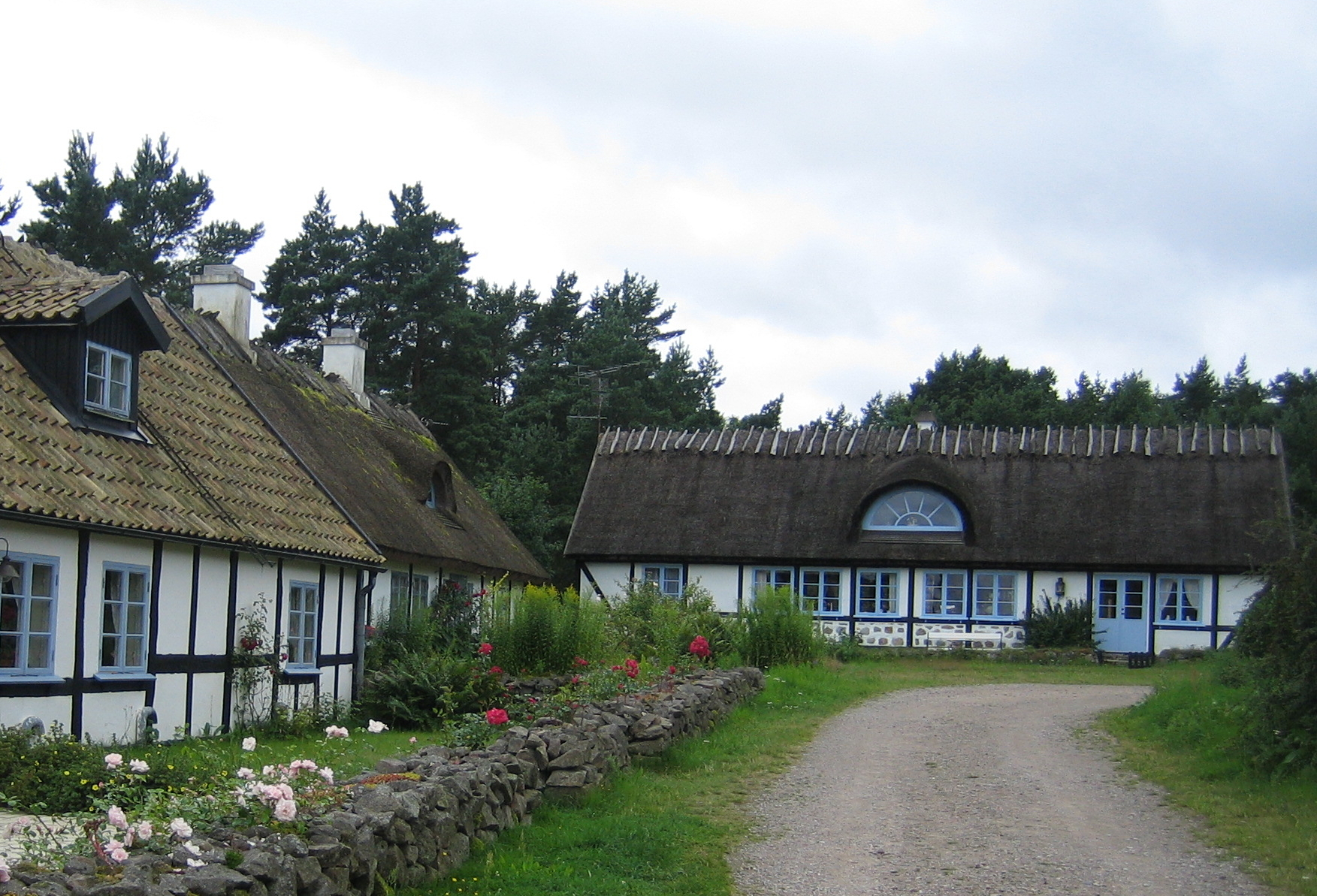
Knäbäckshusen

Knäbäckshusen är en by på Österlen i Ravlunda socken i Simrishamns kommun. Från 2015 avgränsar SCB här en småort.
Byn uppstod då Ravlunda skjutfält skulle utvidgas 1956. Då fick byggmästare Liljedahl från St Olof i uppdrag att jämna husen i fiskeläget Knäbäck med marken, mot att han fick byggmaterialet. Liljedahl köpte mark vid Rörums strand och byggde där med resterna av Knäbäck upp en by med nitton hus. 
Platsen valde han med Knäbäck som förebild: hedlandskap och havsnära. Liljedahls ambition var att skapa ett museum, men då husen redan från början blev privatägda blev detta inte möjligt. Husen såldes efterhand som de färdigställdes och 1959 stod alla nitton husen klara. 
De gamla Knäbäcksborna blev erbjudna att köpa hus i Knäbäckshusen, men bara en var intresserad. De övriga flyttade till närliggande byar. En orsak till att knäbäcksborna inte ville flytta till den nya byn, tros vara att de nyuppförda husen var påkostade med bland annat rinnande vatten, el, WC och elspis, vilket gjorde dem dyra. 
Knäbäckshusen fick redan från början karaktären av sommarby och var Österlens första fritidsby. Husen såldes till människor från hela Sverige.
På en avsats i branten ned mot stranden finns Knäbäckskapellet, Sankt Nicolai kapell, som tillhör Simrishamns församling.